# Double Dare
 (juin 2021).
Pour le jeu télévisé, voir Double Dare (jeu télévisé).
Pour plus de détails, voir Fiche technique et Distribution.
Double Dare est un film documentaire américain réalisé par Amanda Micheli, sorti le 15 avril 2004. Il retrace la carrière de deux cascadeuses professionnelles, l'américaine Jeannie Epper et la néo-zélandaise Zoe Bell.

## Synopsis
Zoe Bell, qui a fait ses débuts de cascadeuse dans la série Hercule, est devenue  la doublure attitrée de Lucy Lawless, la sculpturale héroïne de Xena, la guerrière.
Lorsque la série s'arrête, la jeune néo-zélandaise décide de partir tenter sa chance aux États-Unis. Dès son arrivée à Los Angeles, elle est prise en mains par la doyenne des cascadeuses professionnelles à Hollywood : Jeannie Epper, une légende du métier.

## Fiche technique
- Titre : Double Dare
- Réalisation : Amanda Micheli
- Musique : Marco D'Ambrosio
- Photographie : Amanda Micheli
- Montage : Purcell Carson
- Production : Danielle Renfrew Behrens et Karen Johnson
- Société de production : Runaway Films, Goodmovies Entertainment et Map Point Pictures
- Pays :  États-Unis
- Genre : Documentaire
- Durée : 81 minutes
- Dates de sortie : 
  -  France : 13 mars 2004 (Festival international de films de femmes de Créteil)
  -  États-Unis : 15 avril 2005